# Gerard Artigas
Gerard Artigas Fonullet (Barcelona, 10 de enero de 1995) es un futbolista español que juega de delantero centro y su equipo es el Gallipoli Calcio de la Serie D, cuarta categoría del fútbol italiano.

## Trayectoria
Comenzó en las bases del FC Barcelona y más tarde se formó en las categorías base del CF Damm y la UE Sant Andreu, donde terminó su etapa de juveniles en 2014, año en el que firmó por el Atlético Albacete para debutar en la Tercera División de España. Artigas formó parte de diversos equipos de la Tercera División de España como el CD Masnou, CD Sariñena, CP Cacereño, Club Deportivo Quintanar del Rey, Atlético Astorga, Lorca FC y de la Segunda División B de España como el CD Izarra.
En la temporada 2018-19, en las filas del Lorca FC anotó 24 goles en el Grupo XIII de la Tercera División. El 9 de julio de 2019, firmó por el Chrobry Głogów de la I Liga. El 25 de enero de 2020, regresó al Lorca FC de la Tercera División de España.
En julio de 2020, firmó por la AE Prat de la Segunda División B de España. El 14 de enero de 2021, fichó por el Inter Club d'Escaldes de la Primera División de Andorra. El 6 de junio de 2022, se comprometió con el Persis Solo de la Liga 1 de Indonesia, en el que juega 5 partidos y anota un gol. Dos meses más tarde, regresó al Inter Club d'Escaldes de la Primera División de Andorra.
En la temporada 2022-23, anotó 12 goles en 11 partidos con el conjunto andorrano, hasta que el 6 de diciembre de 2022, se hizo oficial su fichaje por el Nam Định FC de la V.League 1 vietnamita.
En agosto de 2023, regresa al Inter Club d'Escaldes de la Primera División de Andorra.
El 8 de diciembre de 2023, firma por el Gallipoli Calcio de la Serie D, cuarta categoría del fútbol italiano.

## Clubes
| Club                             | País    | Año             |
| -------------------------------- | ------- | --------------- |
| Atlético Albacete                | España  | 2014-2015       |
| CD Masnou                        | España  | 2015-2016       |
| CD Sariñena                      | España  | 2016            |
| Club Deportivo Quintanar del Rey | España  | 2016            |
| CP Cacereño                      | España  | 2017            |
| Atlético Astorga                 | España  | 2017            |
| CD Izarra                        | España  | 2018            |
| Lorca FC                         | España  | 2018-2019       |
| Chrobry Głogów                   | Polonia | 2019            |
| Lorca FC                         | España  | 2020            |
| AE Prat                          | España  | 2020-2021       |
| Inter Club d'Escaldes            | Andorra | 2021-2022       |
| Persis Solo                      | España  | 2022            |
| Inter Club d'Escaldes            | Andorra | 2022            |
| Nam Định FC                      | Vietnam | 2022-2023       |
| Inter Club d'Escaldes            | Andorra | 2023            |
| Gallipoli Calcio                 | Italia  | 2023-actualidad |

## Palmarés

### Campeonatos nacionales
| Competición                 | Equipo                | País    | Año  |
| --------------------------- | --------------------- | ------- | ---- |
| Primera División de Andorra | Inter Club d'Escaldes | Andorra | 2021 |
| Primera División de Andorra | Inter Club d'Escaldes | Andorra | 2022 |
| Supercopa de Andorra        | Inter Club d'Escaldes | Andorra | 2022 |